# BMW Open 2025
BMW Open 2025 — тенісний турнір, що проходив на ґрунтових кортах у місті Мюнхен, Німеччина з 14 квітня. Належав до категорії ATP 500.

## Фінальна частина

### Одиночний розряд
Александр Зверєв —  Бен Шелтон 6–2, 6–4

### Парний розряд
Андре Ґоранссон /  Сем Вербек —  Кевін Кравіц /  Тім Пюц 6–4, 6–4